# Centuria (Wisconsin)
Centuria es una villa ubicada en el condado de Polk en el estado estadounidense de Wisconsin. En el Censo de 2010 tenía una población de 948 habitantes y una densidad poblacional de 215,56 personas por km².

## Geografía
Centuria se encuentra ubicada en las coordenadas 45°26′55″N 92°33′28″O / 45.44861, -92.55778. Según la Oficina del Censo de los Estados Unidos, Centuria tiene una superficie total de 4.4 km², de la cual 4.4 km² corresponden a tierra firme y (0.06%) 0 km² es agua.

## Demografía
Según el censo de 2010, había 948 personas residiendo en Centuria. La densidad de población era de 215,56 hab./km². De los 948 habitantes, Centuria estaba compuesto por el 95.57% blancos, el 0.63% eran afroamericanos, el 0.74% eran amerindios, el 0.53% eran asiáticos, el 0% eran isleños del Pacífico, el 0.11% eran de otras razas y el 2.43% pertenecían a dos o más razas. Del total de la población el 0.53% eran hispanos o latinos de cualquier raza.